# Casa Serrabou (Vic)
La Casa Serrabou és una obra amb elements barrocs i eclèctics de Vic (Osona) protegida com a Bé Cultural d'Interès Local.

## Descripció
Edifici civil. Casa entre mitgera que consta de PB i dos pisos. Té dues façanes, una al C/Nou i l'altra al C/Sant Sebastià. La primera presenta un gros portal d'arc de mig punt, de pedra, format per dovelles, marcant l'imposta de l'arc i amb un trencaaigües que fa d'ampit a la finestra del primer pis; al centre hi ha un escut nobiliari esculturat damunt la pedra. El 1er. p. és més alt que el segon per bé que les estructures són simètriques. L'altra façana és de poc interès, ja que la principal és la del C/Nou com podem veure pel medalló, sostingut per angles barrocs i els marcs de les obertures, tots de pedra picada.
Construïda amb pedra i arrebossada al damunt. L'estat de conservació és bo.

## Història
Sembla que l'artista J. F. Morató fou l'encarregat el 1696 de traçar el carrer Nou que enllacés des de mig C/Manlleu fins al dels Caputxins, amb la qual cosa el formulaven projectes i estudis de tot el sector anomenat les Coromines dels Màrtirs, que eren uns camps que pertanyien al manteniment i benefici de l'associació del Sants Màrtirs de la pietat. Amb la guerra de Successió s'entorpí la urbanització de d'aquest sector que al S.XVIII fou acabat per J.Morató, fou aleshores quan s'enllaçà el C/Nou amb el C/S.Sebastià i es traçaren també el Trinquet i Sant Antoni.
La casa Serrabou era la segona residència de la família rural i d'antiga tradició assentada al mas Serrabou de Tavérnoles, tradició que encara avui es manté.